# Kimball Jamison
Kimball Jamison ist ein gemeinsames Musikprojekt der beiden amerikanischen Musiker Bobby Kimball, Ex-Toto-Sänger, und des Survivor-Sängers Jimi Jamison, das um das Jahr 2010 gegründet wurde.

## Geschichte
Bobby Kimball und Jimi Jamison veröffentlichten im Jahr 2011 ihr erstes und bislang einziges, gemeinsames Album, das sie nach ihrem Projektnahmen benannten, „Kimball Jamison“. Das Album erschien bei Frontiers Records.
Produziert wurde das Album vom deutschen Bassisten, Sänger und Musikproduzenten Mat Sinner (Primal Fear) aus Stuttgart. Die Gitarren auf dem Album wurden von Alexander Beyrodt eingespielt. Jamison und Bobby Kimball verpassten den Lead-Gesangaufzeichnungen in Los Angeles den letzten Schliff, während der Instrumentalpart in Deutschland aufgenommen wurde.
Die Songs auf dem Album, die zu dem Highlight des Jahres 2011 in der Melodic-Rock-Szene wurden, wurden von mehreren Songwritern wie Richard Page (Mr Mister), Randy Goodrum (Toto, Steve Perry), Robert Sall (Work of Art), John Waite und anderen berühmten und erfolgreichen Songwritern der Rock-Szene ausgewählt.

## Kimball Jamison (Album)
Das Album besteht aus zwölf Titeln. Es erschien neben der CD noch eine limitierte Edition mit Bonus-DVD, auf welcher sich ein Interview mit Jimi Jamison und Bobby Kimball sowie Musikvideos zu den Titeln Worth Fighting for und Can’t Wait For Love befinden.

### Titel
1. Worth Fighting For (4:52)
2. Can’t Wait For Love (3:54)
3. Sail Away (4:34)
4. Chasing Euphoria (3:46)
5. Find Another Way (4:13)
6. Get Back In The Game (3:10)
7. I Did Everything Wrong (3:52)
8. Shadows Of Love (4:18)
9. Hearts Beat Again (4:56)
10. We Gotta Belive (4:22)
11. Kicking And Screaming (3:56)
12. Your Photograph (3:56)

## Alben
- Kimball Jamison (2011)